# Los Indios Tacunau
Los Indios Tacunau es un dúo de música folklórica de Argentina, oriundo de Trenque Lauquen (Provincia de Buenos Aires. Integrado por los hermanos Néstor Eduardo "Cacho" Tacunau y Nelson Abel Tacunau. Este último tiene a su cargo la primera voz y guitarra, mientras que el primero realiza la segunda voz y la guitarra rítmica. Ambos cantan acompañados de sus guitarras, ejecutadas con púa, caracterizando así un estilo "metálico" y enérgico. El grupo ha estado activo desde 1966 y ganó el Premio Revelación en el Festival de Cosquín en 1969. Transcendieron fronteras, llegándo a ser populares, y editar discos en Japón en la década de 1980 y 1990. 
Entre sus temas más conocidos se encuentran Calle angosta, "La Flor de la Canela", "El Cóndor pasa" Sentimiento gaucho, Voy pa' Mendoza, María del Paraná, Milonga de mis amores y Gato del guitarrero. También se destaca su interpretación de la conocida marcha militar la Marcha de San Lorenzo.

## Discografía
1. Y pa'qué más, EMI Odeón, (1968)
2. Con nosotros, EMI Odeón, (1969)
3. Lo nuestro, EMI Odeón, (1969)
4. Jineteando, EMI Odeón, (1969)
5. De alpargatas y chupalla
6. De nuevo EMI Odeón (1970)
7. Ls luna sale a bailar EMI Odeón (1971)
8. Sangre ranquel EMI Odeón (1971)
9. Canciones de nuestra tierra EMI Odeón (1972)
10. Música ciudadana, EMI Odéon (1972)
11. Para todo el país, EMI Odéon (1969-1973)
12. A San Telmo, EMI Odéon (1973)
13. Le tengo rabia al silencio, EMI Odéon (1974)
14. Inspiración, EMI Odéon (1974)
15. Corazón de limón, EMI Odéon (1974/1975)
16. Tiempo de serenatas, EMI Odéon (1976)
17. Con sabor a litoral, EMI Odéon (1977)
18. Los Indios Tacunau, EMI Odéon (1979)
19. Hermanos y amigos, Music Hall (1979)
20. Valses peruanos, EMI Odeón (1980)
21. Pa que bailen los muchachos, EMI Odeón (1981)
22. Chamamé, EMI Odeón (1982)
23. Cosas en común, EMI Odeón (1983)
24. Grandes éxitos (1985)
25. Andando huellas, EMI Odeón (1987)
26. Luna de arrabal, EMI Odeón (1996)